# طایقان (قم)
طایقان، روستایی است از توابع بخش سلفچگان شهرستان قم در استان قم ایران.

## جمعیت
این روستا در دهستان نیزار قرار دارد و براساس سرشماری مرکز آمار ایران سال ١٣٩۰ ، جمعیت آن 2000 نفر (686خانوار) بوده‌است.
نام دیگر این روستا ضاكا می‌باشد .